# أفرو 508
أفرو 508 (بالإنجليزية: Avro 508)‏ هي نموذج طائرة استطلاع أنتجت في المملكة المتحدة. من صناعة أفرو. كان أول طيران لها في 1915. صنع منها طائرة واحدة.